# ميل ريان
ميل ريان (23 يونيو 1933 في المملكة المتحدة - 16 نوفمبر 2015 في المملكة المتحدة) (بالإنجليزية: Melville Ryan)‏ هو لاعب كريكت بريطاني. لعب مع نادي مقاطعة يوركشاير للكريكت ‏ وInternational Cavaliers ‏.

## وصلات خارجية
- ميل ريان على موقع إي آس بي آن كريك إنفو (الإنجليزية)